# (363) Padua
(363) Padua ist ein Asteroid des mittleren Hauptgürtels, der am 17. März 1893 vom französischen Astronomen Auguste Charlois am Observatoire de Nice bei einer Helligkeit von 12 mag entdeckt wurde. Der Asteroid war bereits am 28. November und 1. Dezember 1891 vom deutschen Astronomen Max Wolf an seiner Privatsternwarte in Heidelberg fotografiert worden und hatte die provisorische Nummer (324) erhalten. Die Entdeckung wurde aber als nicht genügend sicher angesehen und die Nummer wurde wieder entzogen.
Der Asteroid ist benannt nach der Stadt Padua in der Nähe von Venedig in Italien. Julius Bauschinger, der Direktor des Astronomischen Rechen-Instituts in Berlin, veröffentlichte 1901 die Namen von 34 von Charlois entdeckten Asteroiden zwischen den Nummern (356) und (451). Im Text heißt es lediglich: „Nach Zustimmung des Herrn Charlois haben folgende von ihm entdeckten… Planeten nachstehende Namen erhalten.“ Es liegt daher nahe, dass die Namen vom Astronomischen Rechen-Institut ausgewählt wurden.

## Wissenschaftliche Auswertung
Mit dem Satelliten Midcourse Space Experiment (MSX) wurden 1996 bis 1997 im Rahmen der Infrared Minor Planet Survey (MIMPS) Daten gewonnen, aus denen für (363) Padua Werte für den mittleren Durchmesser und die Albedo von 72,0 km bzw. 0,09 bestimmt wurden. Eine Auswertung von Beobachtungen durch das Projekt NEOWISE im nahen Infrarot führte 2012 zu vorläufigen Werten für den Durchmesser und die Albedo im sichtbaren Bereich von 86,0 km bzw. 0,06. Nach der Reaktivierung von NEOWISE im Jahr 2013 und Registrierung neuer Daten wurden die Werte 2015 zunächst mit 79,0 km bzw. 0,06 angegeben und dann 2016 korrigiert zu 70,4 oder 85,9 km bzw. 0,07 oder 0,06, diese Angaben beinhalten aber alle hohe Unsicherheiten.
Photometrische Messungen des Asteroiden fanden erstmals statt am 24. November 1973 am Observatorium Kvistaberg in Schweden. Aus den registrierten Daten konnte nur eine grobe Abschätzung der Rotationsperiode zu >10 h erfolgen. Weitere Beobachtungen erfolgten vom 26. November bis 11. Dezember 2005 am Antelope Hills Observatory in Colorado. Aus der aufgezeichneten Lichtkurve wurde nun eine Rotationsperiode von 8,401 h bestimmt.
Mit dem Weltraumteleskop Transiting Exoplanet Survey Satellite (TESS) konnten während dessen Durchmusterung des Südhimmels 2018 bis 2019 auch Objekte des Sonnensystems beobachtet werden. Dabei wurden auch die Lichtkurven von fast 10.000 Asteroiden aufgezeichnet. Für (363) Padua wurde aus Messungen etwa vom 20. September bis 17. Oktober 2018 eine Rotationsperiode von 8,40077 h erhalten.
Neue Beobachtungen vom 13. bis 18. April 2021 während drei Nächten am Command Module Observatory in Arizona konnten zu einer Rotationsperiode von 8,413 h ausgewertet werden, während eine koordinierte Beobachtung vom 17. April bis 3. Juni 2021 während sechs Nächten an zwei Observatorien der Italian Amateur Astronomers Union (UAI) zur Bestimmung einer Rotationsperiode von 8,400 h führte.
Aus archivierten Daten des Asteroid Terrestrial-impact Last Alert System (ATLAS) aus dem Zeitraum 2015 bis 2018 wurde dann in einer Untersuchung von 2022 mit der Methode der konvexen Inversion eine Rotationsperiode von 8,4006 h berechnet.

## Padua-Familie
(363) Padua ist das größte Mitglied einer Asteroidenfamilie mit ähnlichen Bahneigenschaften, wie eine Große Halbachse von 2,67–2,78 AE, eine Exzentrizität von 0,03–0,06 und eine Bahnneigung von 4,9°–5,7°. Taxonomisch handelt es sich um Asteroiden der Spektralklasse C und X, die mittlere Albedo liegt bei 0,07. Die Padua-Familie (früher auch als Lydia-Familie bezeichnet) umfasste im Jahr 2019 über 760 bekannte Mitglieder, ihr Alter wird auf etwa 238 ± 40 Mio. Jahre geschätzt.